# 琉璃河遗址
39°36′55″N 116°03′00″E / 39.61528°N 116.05000°E
琉璃河遗址，是中国西周早期的重要都城遗址，位于北京市西南部的房山区琉璃河乡北1.5公里的大石河畔台地上。1988年被国务院列入全国重点文物保护单位名单。目前在遗址区建有西周燕都遗址博物馆。琉璃河遗址入选2024年度全国十大考古新发现。

## 历史

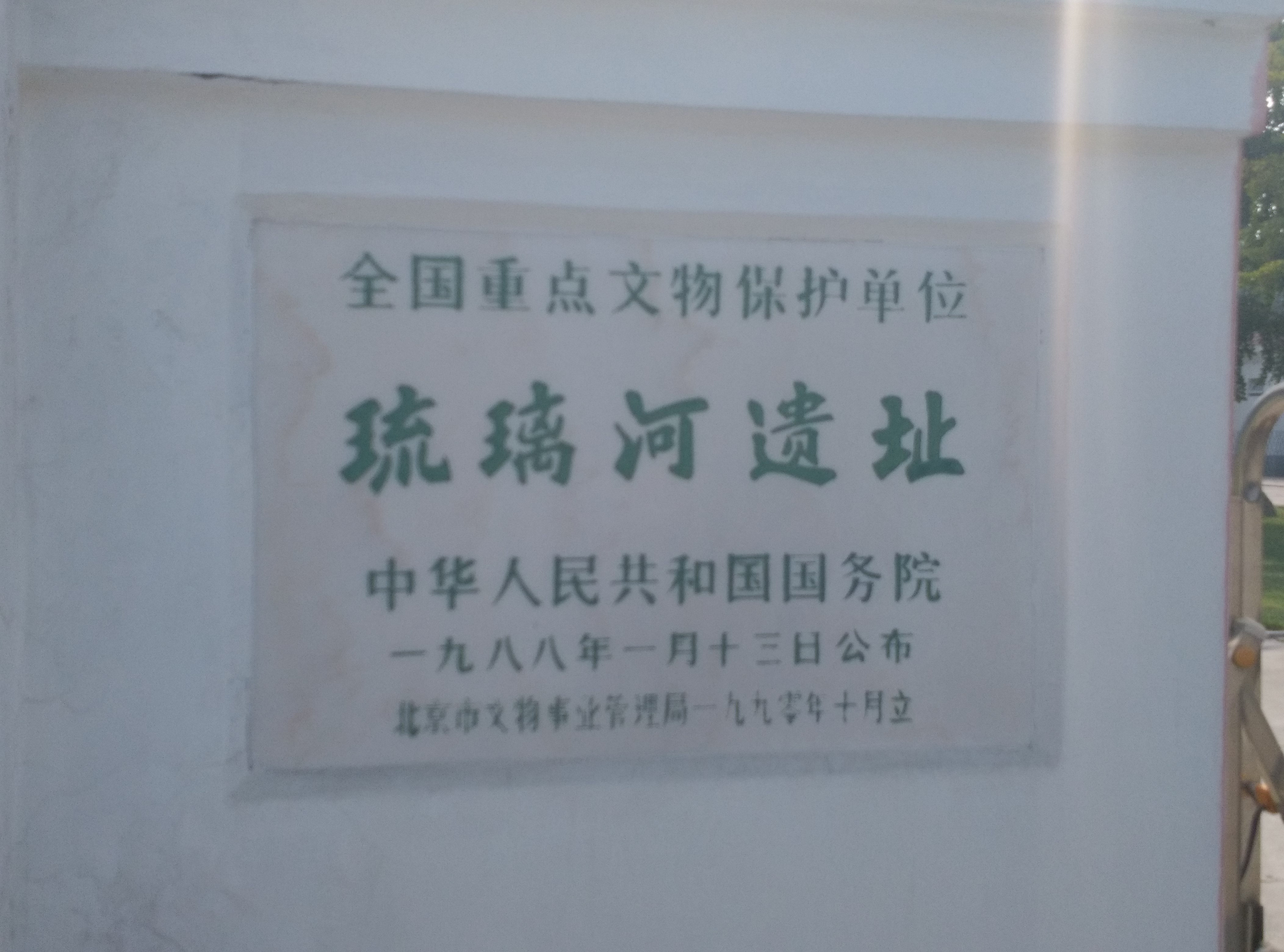
琉璃河商周遗址全国重点文物保护单位碑，被镶嵌于西周燕都遗址博物馆的院门口

公元前11世纪，周武王灭商后，封周王室贵族召公于北燕，即北京及周边地区，《史記·燕召公世家》对此有所记载。由于召公当时仍留在首都任职，由其长子“克”到燕地就封，为事实上的首代燕侯。

## 遗址
琉璃河遗址东西长约3.5公里，南北宽约1.5公里，包括古城址、墓葬区、居住址三部分。

### 古城址
古城址位于遗址中部，建城年代约在西周初期，地表尚存长850米的北城墙和约300米的东西城墙北半部。

### 墓葬区
墓葬区位于城址东南部，以黄土坡村最为集中，墓分大、中、小三型，形制皆为长方形竖穴，中小型墓有二层熟土台，大型墓多有双墓道；随葬品中，小型墓主要是陶器，中型墓主要是青铜器，大型墓则多已被盗。

### 居住区
居住区遗址位于城内及城西部，发现了房屋、窖穴、水井、灰坑等遗址。

## 重要发现

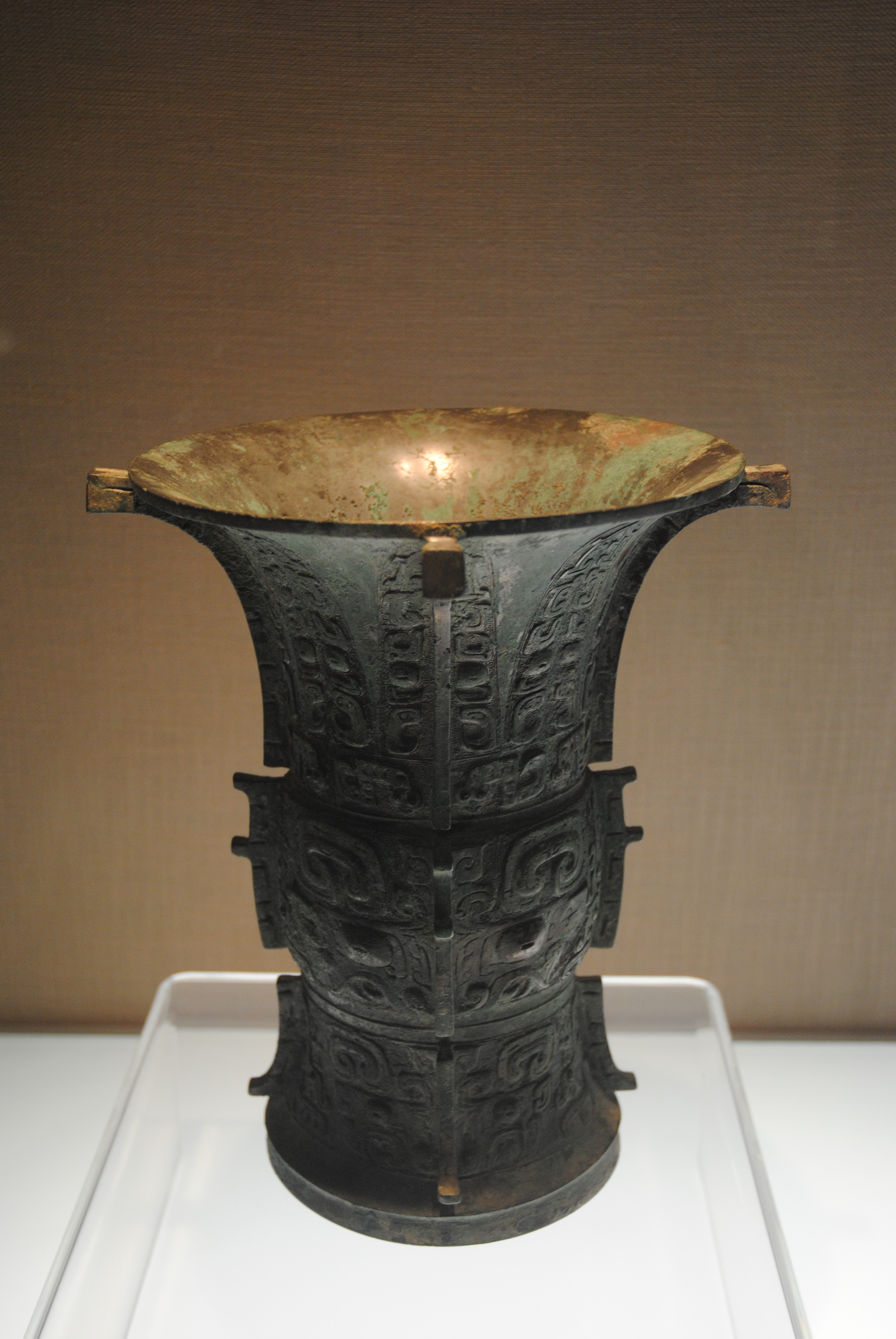
單子工父戉尊，房山琉璃河出土，現藏北京首都博物館。

30年来，在墓葬区出土大量青铜器和陶器精品。1986年，琉璃河黄土坡墓地1193号大墓发掘过程中，出土了青铜器克盉、克罍等。克盉的铭文，记载了西周初年周王册封燕侯及授民、授疆土的史实。近年出土的刻有“成周”二字的甲骨，成为“夏商周断代工程”确定燕都城址年代的重要证据。

## 外部参考
- （中文）. 北京文博-北京市文物局网站. 2006-04-04  [2009-04-03]. （原始内容存档于2006-06-18）.
- （中文）. 北京文博-北京市文物局网站. 2005-09-01  [2009-04-03]. （原始内容存档于2008-09-07）.